# Constituição do Chile
A Constituição Política da República do Chile de 1980 é o texto constitucional actualmente vigente no Chile. Foi aprovado em um plebiscito em 11 de setembro de 1980 e entrou em vigor, em regime transitório, em 11 de março de 1981 e, em forma plena, em 11 de março de 1990.

## Referendo de 2020
Em 25 de outubro de 2020 os chilenos votaram de forma esmagadora a favor de uma nova Constituição para substituir a herdada da era do ditador Pinochet, num referendo realizado um ano após uma revolta popular contra a desigualdade social.

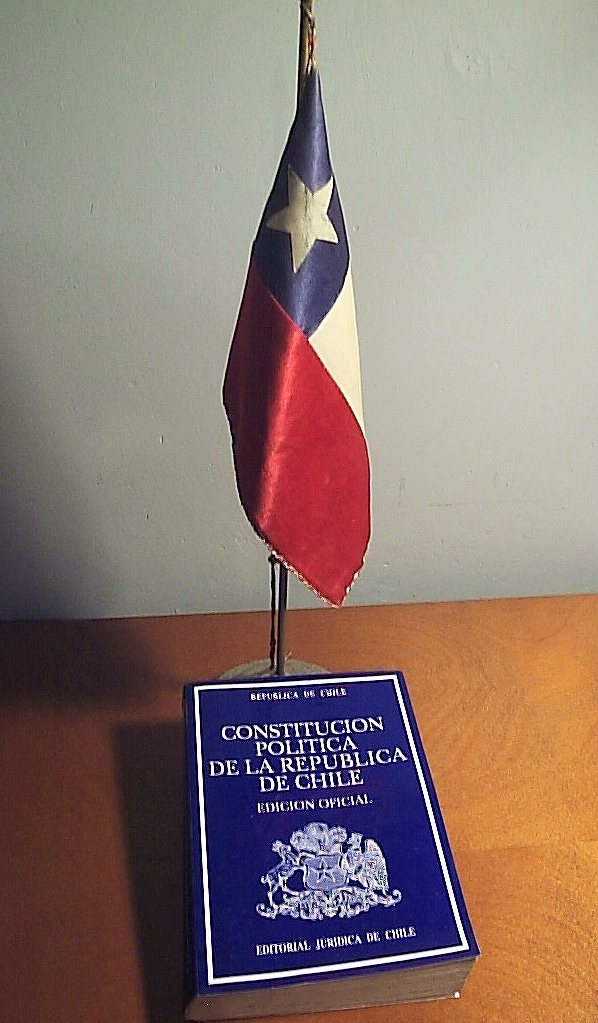
Imagem da Constituição Chilena

De acordo com os resultados de mais de 99% das mesas de voto, 78,28% votaram a favor de uma nova Constituição e 21,72% contra.
A taxa de participação foi de cerca de 50%.
A substituição da Constituição herdada da ditadura de Augusto Pinochet (1973-1990) foi uma das exigências das manifestações lançadas em 18 de outubro de 2019 para exigir uma sociedade mais justa.
A atual Constituição pune severamente a ação do Estado e promove a atividade privada em todos os setores, incluindo na educação, na saúde e nas pensões.
Aos 14,7 milhões de eleitores foi pedido que respondessem a duas perguntas: “Querem uma nova Constituição” e “Que órgão deve redigir a nova Constituição?”.
A opção de uma “Convenção Constituinte” composta apenas por cidadãos ganhou 79% dos votos, contra 21% para uma “Convenção Mista” composta por cidadãos e parlamentares.